# Информационна икономика
Информационна икономика е термин, характеризиращ икономика с нарастващо ударение върху информационните дейности и информационната индустрия.
Концептуализацията може широко да се наблюдава по отношение на информационното общество, един близък, но доста по-обширен термин.